# Gaspard de Besse

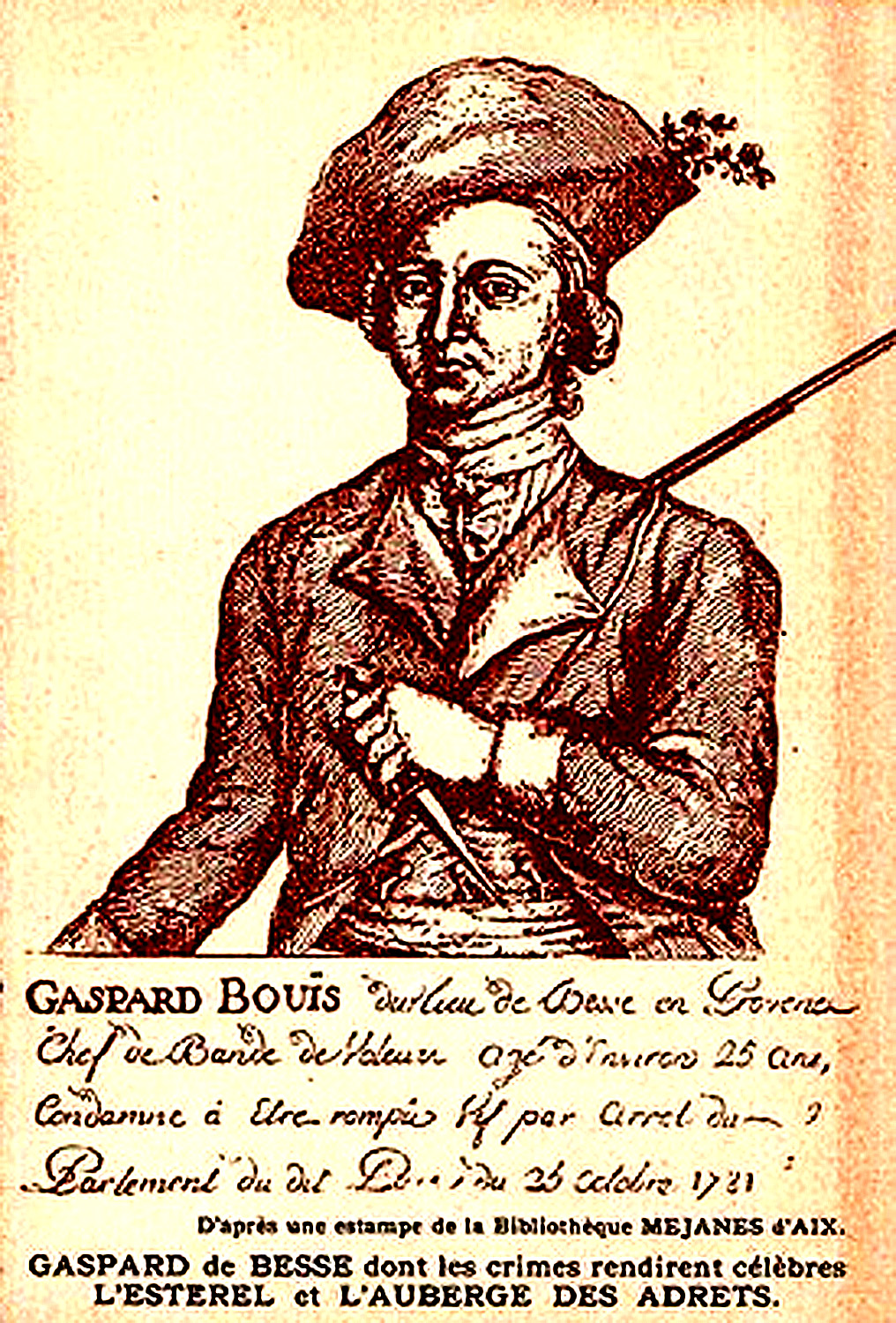
Gaspard de Besse

Gaspard de Besse, eigentlich Gaspard Bouis (* 1757 in Besse-sur-Issole; † 1781 in Aix-en-Provence), war Anführer einer Bande von Wegelagerern und Straßenräubern, die die Esterel-Straße in Südfrankreich an der Côte d’Azur von und nach Italien unsicher machte.

## Leben
Besonders bedroht waren die Postkutschen und Reisenden in der Nähe des Mont Vinaigre, auf dem Weg, der am Forsthaus Malpey (dt.: schlimmes Gebiet) vorbeiführte und wo das Wirtshaus Les Adrets eine Art von Wirtshaus im Spessart war. Gaspard de Besse und seine Bande sollen in einer Höhle am Mont Vinaigre gehaust haben, wohin sie sich nach ihren Raubzügen mit ihrer Beute zurückzogen. Gaspard, der auf ein elegantes Äußeres achtete und einen mit Brillanten verzierten, mit Knöpfen und Spangen aus Silber ausgestatteten roten Anzug trug, entging den Gendarmen mehrere Jahre lang, ehe man ihn im Jahr 1781 in einem Gasthaus bei Toulon überraschen und festnehmen konnte. Er wurde zum Tode verurteilt und gerädert. Sein Kopf wurde zur Abschreckung an der Esterel-Straße an einen Baum genagelt.

## Fiktion
Jean Aicard stellte ihn in seinem Roman Gaspard de Besse als Banditen mit dem Herzen eines Edelmannes dar, und André Hugon verfilmte diese Darstellung 1935 in seinem gleichnamigen Film. In den Jahren 2000–2010 war Gaspard de Besse Titelfigur einer 10-bändigen Comic-Serie (Gaspard de Besse), erschienen bei Editions Daric, Hyères. Im Jahr 2007 sendete Arte den Fernsehfilm Gaspard le bandit von Benoît Jacquot.